# 12 stycznia
12 stycznia jest 12. dniem w kalendarzu gregoriańskim. Do końca roku pozostało 353 (w latach przestępnych 354) dni.

## Święta
- Imieniny obchodzą: Aelred, Antoni, Arkadia, Arkadiusz, Arkady, Benedykt, Bernard, Bonet, Bonita, Bonitus, Cezaria, Czasława, Czesława, Ernest, Eutropiusz, Greta, Jan, Małgorzata, Marcin, Piotr, Stomir, Tacjana, Tygriusz, Wiktorian i Wiktoriana.
- Tanzania – Uroczystość Upamiętnienia Rewolucji Zanzibaru
- Wspomnienia i święta Kościoła katolickiego[1][2]
  - św. Aelred z Rievaulx (cysters)
  - św. Antoni Maria Pucci (prezbiter)
  - św. Arkadiusz z Mauretanii (męczennik)
  - św. Benedykt Biscop (opat)
  - św. Bernard z Corleone
  - św. Eutropiusz
  - św. Jan († 494, biskup Rawenny)
  - św. Tygriusz
  - św. Małgorzata Bourgeoys
  - św. Marcin z Leónu (prezbiter)[3]
  - bł. Piotr Franciszek Jamet (prezbiter)
  - św. Tacjana (wspomnienie w Cerkwi prawosławnej 25 stycznia)
  - św. Tacjany z Rzymu, męczennicy wczesnochrześcijańskiej (zm. 222–235) – także w Kościele neounickim[4] w ramach po-święta Teofanii

## Wydarzenia w Polsce
- 1366 – Kleczew uzyskał prawa miejskie na prawie magdeburskim.
- 1383 – Pierwsza wzmianka o użyciu artylerii ogniowej w Polsce. W czasie oblężenia Pyzdr w Wielkopolsce przez wojska Bartosza z Odolanowa, będącego stronnikiem księcia mazowieckiego Siemowita IV, kula kamienna wystrzelona z działa przebiła miejskie wrota i zabiła Mikołaja, plebana z Biechowa.
- 1520 – Wojna pruska: wojska polskie dowodzone przez hetmana wielkiego koronnego Mikołaja Firleja, po pobiciu niewielkiego oddziału krzyżackiego, zajęły Miłomłyn.
- 1578 – W Jazdowie pod Warszawą odbyła się premiera Odprawy posłów greckich Jana Kochanowskiego.
- 1581 – Król Polski i wielki książę litewski Stefan Batory nadał Pińskowi prawo magdeburskie oraz herb.
- 1684 – Założono Wyższe Metropolitalne Seminarium Duchowne w Warszawie.
- 1707 – Obraz Portret duchownego Helmicha van Tweenhuysena II został podarowany miastu Wrocław do tutejszej kolekcji rhedigerańskiej przy kościele św. Elżbiety przez radnego miejskiego Antona Götza von Schwanenfliessa.
- 1780 – Została powołana Lubelska Komisja Dobrego Porządku.
- 1806 – W pożarze dworu w Beńkowej Wiszni zginęła matka Aleksandra Fredry.
- 1808 – Izba Edukacji Publicznej Księstwa Warszawskiego wprowadziła po raz pierwszy w Polsce obowiązek szkolny.
- 1832 – Z rozkazu cara Mikołaja I Order Virtuti Militari został zdegradowany do rangi odznaki.
- 1846 – W Krakowie odbyła się narada działaczy konspiracyjnych z ziem polskich pod przewodnictwem Ludwika Mierosławskiego, autora planu ogólnonarodowego powstania, którego termin wybuchu wyznaczono na noc z 21 na 22 lutego. Kraków miał zostać siedzibą przyszłego Rządu Narodowego.
- 1919 – Wojna polsko-bolszewicka: sowieckie Naczelne Dowództwo wydało Armii Czerwonej rozkaz wykonania rozpoznania do rzek Niemen i Szczara, a następnie 12 lutego aż po Bug, rozpoczynając w ten sposób operację „Cel Wisła”.
- 1926 – Założono Stronnictwo Chłopskie.
- 1940 – Akcja T4: żandarmeria niemiecka rozstrzelała 440 pacjentów szpitala psychiatrycznego w Chełmie.
- 1942 – Niemcy zlikwidowali obóz cygański na terenie Litzmannstadt Getto w Łodzi. Od 5 do 12 stycznia 4,3 tys. mężczyzn, kobiet i dzieci wywieziono do obozu zagłady w Chełmnie nad Nerem, gdzie wszystkich zamordowano.
- 1944 – We wsi Kłodne w powiecie limanowskim, w odwecie za wysadzenie pociągu na linii kolejowej Nowy Sącz-Chabówka, Niemcy zamordowali 28 zakładników.
- 1945 – Rozpoczęła się ofensywa styczniowa wojsk radzieckich na froncie o długości 1200 km.
- 1950 – Zanotowano rekordowo niską temperaturę w historii Białegostoku (–38,4 °C).
- 1951 – Dokonano oblotu szybowca SZD-6 Nietoperz.
- 1953 – Arcybiskup metropolita gnieźnieński i warszawski oraz prymas Polski Stefan Wyszyński otrzymał nominację na kardynała.
- 1959 – Premiera filmu wojennego Zamach w reżyserii Jerzego Passendorfera.
- 1975 – Zainaugurował działalność Teatr Płocki.
- 1985 – Rozpoczął działalność ośrodek TVP Lublin.
- 1989 – Odbyło się pierwsze posiedzenie Komisji Ochrony Środowiska i Zasobów Naturalnych Komitetu Obywatelskiego przy przewodniczącym NSZZ „Solidarność” Lechu Wałęsie.
- 1991 – Sejm RP powołał rząd Jana Krzysztofa Bieleckiego.
- 2003 – Odbył się 11. Finał Wielkiej Orkiestry Świątecznej Pomocy.
- 2010 – W Olkuszu odnaleziono jedyny w polskich zbiorach obraz Claude’a Moneta Plaża w Pourville, skradziony z Muzeum Narodowego w Poznaniu we wrześniu 2000 roku.
- 2014 – Odbył się 22. Finał Wielkiej Orkiestry Świątecznej Pomocy.
- 2017 – Zakończył się kryzys sejmowy.
- 2020 – Odbył się 28. Finał Wielkiej Orkiestry Świątecznej Pomocy.

## Wydarzenia na świecie

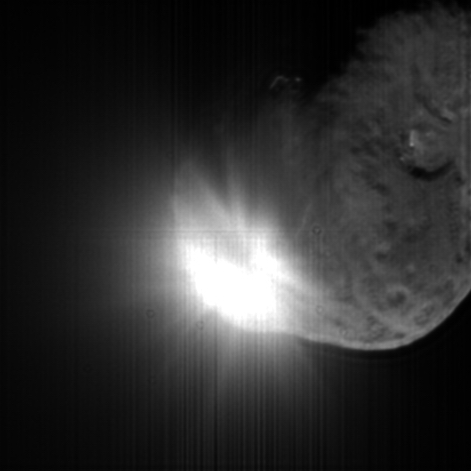
Zderzenie sondy Deep Impact z kometą Tempel 1 (2005)

- 29 p.n.e. – Nastał Pokój Rzymski (Pax Romana).
- 1500 – Wojna o Mediolan i Neapol: wojska Cezara Borgii i francuskie zdobyły miasto Forli.
- 1514 – Papież Leon X erygował diecezję Funchal w Portugalii.
- 1522 – W katedrze św. Szczepana w Wiedniu pojawił się pastor ewangelicki Paul Speratus, co symbolicznie rozpoczęło reformację w Austrii.
- 1528 – Gustaw I Waza został koronowany na króla Szwecji.
- 1554 – W Pegu Bayinnaung został formalnie koronowany na króla Birmy(inne języki) i jej dominiów i przybrał imię Thiri Thudhamma Yaza.
- 1616 – Portugalczycy założyli miasto Belém w delcie Amazonki.
- 1673 – W Amsterdamie użyto po raz pierwszy wężów strażackich do gaszenia pożaru.
- 1727 – Jan XVII został wybrany na patriarchę Koptyjskiego Kościoła Ortodoksyjnego.
- 1779 – I wojna z Imperium Marathów(inne języki): porażka wojsk brytyjskich w bitwie pod Wadagaon(inne języki) (Indie).
- 1780 – W Zurychu ukazało się pierwsze wydanie niemieckojęzycznego dziennika „Neue Zürcher Zeitung” (jako „Zürcher Zeitung”).
- 1782 – Cesarz rzymski Józef II Habsburg wydał dekret o kasacie wszystkich męskich i żeńskich zgromadzeń zakonnych nie zajmujących się szkolnictwem, opieką nad chorymi i nauką.
- 1807 – 151 osób zginęło, ok. 2000 zostało rannych, a 220 budynków uległo zniszczeniu wskutek eksplozji statku załadowanego prochem strzelniczym w holenderskim porcie Lejda.
- 1817 – Wznowił działalność, odbudowany po pożarze, Teatr San Carlo w Neapolu.
- 1819 – Papież Pius VII ustanowił metropolię Quebecu.
- 1829 – W Neapolu odbyła się premiera opery Parias(inne języki) Gaetana Donizettiego.
- 1830 – Wykonano dwa ostatnie w historii Islandii wyroki śmierci.
- 1832 – W Neapolu odbyła się premiera opery Fausta(inne języki) Gaetano Donizettiego.
- 1839 – Wojna konfederacji peruwiańsko-boliwijskiej z Chile(inne języki): zwycięstwo floty chilijskiej w bitwie na redzie portu Casma.
- 1848 – Wiosna Ludów: w Palermo wybuchło powstanie przeciwko królowi Obojga Sycylii Ferdynandowi II Burbonowi.
- 1855 – Książę Czarnogóry Daniel I poślubił w Njeguši Darię Kvekić.
- 1864 – W Manchesterze założono Lancashire County Cricket Club.
- 1871 – Wojna francusko-pruska: zwycięstwo wojsk pruskich w bitwie pod Le Mans.
- 1872 – Jan IV Kassa został koronowany na cesarza Etiopii.
- 1888 – Burza śnieżna zaatakowała amerykańskie stany: Minnesota, Nebraska, Dakota Południowa i Dakota Północna, powodując śmierć ok. 500 osób.
- 1890 – W Gizie otwarto muzeum sztuki egipskiej przeniesione tam z zagrożonej powodziami lokalizacji w kairskiej dzielnicy Bulak.
- 1895 – W Wielkiej Brytanii założono organizację zajmującą się ochroną zabytków i przyrody National Trust.
- 1898 – Hirobumi Itō został po raz trzeci premierem Japonii.
- 1909 – 105 górników zginęło w eksplozji w kopalni węgla kamiennego w Switchback(inne języki) w amerykańskim stanie Wirginia Zachodnia.
- 1910 – Pojawiła się Wielka Kometa Styczniowa.
- 1918:
  - Brytyjskie niszczyciele HMS „Opal”(inne języki) i HMS „Narborough”(inne języki) rozbiły się podczas sztormu w trakcie patrolowania podejść do bazy Scapa Flow. Zginęło 188 marynarzy, ocalał jeden.
  - Dwa japońskie okręty wojenne wpłynęły do zatoki Złoty Róg koło Władywostoku, rozpoczynając japońską interwencję na Dalekim Wschodzie.
- 1920 – U zachodnich wybrzeży Francji zatonął w czasie sztormu francuski statek pasażerski „Afrique(inne języki)”. Spośród 609 osób na pokładzie ocalały 34.
- 1923 – We Włoszech powołano Wielką Radę Faszystowską.
- 1924 – Sun Baoqi został premierem Republiki Chińskiej.
- 1932 – Hattie Caraway z Arkansas jako pierwsza kobieta zwyciężyła w wyborach do Senatu USA.
- 1933 – W Erywaniu wyjechały na trasy pierwsze tramwaje elektryczne.
- 1938 – Rząd Octaviana Gogi pozbawił obywatelstwa rumuńskich Żydów.
- 1940 – Premiera amerykańskiego filmu grozy i science fiction Powrót niewidzialnego człowieka w reżyserii Joego Maya(inne języki).
- 1942:
  - Kampania śródziemnomorska: niemiecki okręt podwodny U-374 został zatopiony przez brytyjską jednostkę tej samej klasy HMS „Unbeaten”, w wyniku czego zginęło 42 spośród 43 członków załogi.
  - W katastrofie trzymiejscowego bombowca nurkującego Pe-2 zginął jego konstruktor Władimir Pietlakow i pozostali członkowie załogi.
  - Wojna na Pacyfiku: zwycięstwo wojsk japońskich nad holenderskimi w bitwie o wyspę Tarakan (11-12 stycznia).
- 1943:
  - Front wschodni: rozpoczęła się operacja wojsk radzieckich mająca na celu przerwanie niemieckiej blokady Leningradu.
  - Premiera amerykańskiego filmu kryminalnego Cień wątpliwości w reżyserii Alfreda Hitchcocka.
- 1945 – W trzęsieniu ziemi z epicentrum w Zatoce Mikawa (Japonia) zginęło ok. 1900 osób.
- 1948 – Na rozkaz Stalina zamordowano w Mińsku przewodniczącego Żydowskiego Komitetu Antyfaszystowskiego Solomona Michoelsa.
- 1950 – W ZSRR przywrócono karę śmierci za zdradę, szpiegostwo lub sabotaż z mocą wsteczną (zniesioną w maju 1947).
- 1954 – W stolicy Nowej Zelandii Wellington królowa Elżbieta II po raz pierwszy w historii dokonała otwarcia sesji parlamentu poza granicami Wielkiej Brytanii.
- 1955 – Rozpoczęto budowę kosmodromu Bajkonur w Kazachstanie.
- 1964 – Na Zanzibarze wybuchła rewolucja, w wyniku której obalono sułtana i ustanowiono Republikę Zanzibaru i Pemby.
- 1969 – Ukazał się debiutancki eponimiczny album brytyjskiego zespołu Led Zeppelin.
- 1970:
  - Odbył się pierwszy regularny rejs Boeinga 747 Jumbo Jeta na trasie Nowy Jork-Londyn.
  - Zakończyła się wojna w Biafrze. Wojska biafryjskie zostały pokonane, a jej terytorium włączone do Nigerii.
- 1972: 
  - KGB przeprowadziło serię aresztowań młodych intelektualistów z ukraińskiego ruchu narodowego, aresztowano m.in. Wiaczesława Czornowiła, Wasyla Stusa, Jewhena Swerstiuka, Łeonida Pluszcza i Iwana Dziubę.
  - Sheikh Mujibur Rahman został premierem Bangladeszu.
- 1974 – Zwodowano amerykański okręt podwodny z napędem jądrowym USS „Richard B. Russell”.
- 1976 – Rada Bezpieczeństwa ONZ po raz pierwszy zezwoliła na uczestnictwo przedstawiciela OWP w jej obradach, bez prawa głosowania.
- 1981 – Stacja ABC rozpoczęła emisję serialu Dynastia.
- 1983 – Premiera polsko-francuskiego filmu historycznego Danton w reżyserii Andrzeja Wajdy.
- 1984 – Maciej Berbeka i Ryszard Gajewski dokonali pierwszego zimowego wejścia na ośmiotysięcznik Manaslu w Himalajach.
- 1987:
  - Ukazał się album The House of Blue Light zespołu Deep Purple.
  - W La Brévine w górach Jura zanotowano najniższą temperaturę w historii pomiarów w Szwajcarii (–41,8 °C).
- 1990 – Òscar Ribas Reig został po raz drugi premierem Andory.
- 1991 – Kongres Stanów Zjednoczonych upoważnił prezydenta George H.W. Busha do podjęcia wszystkich niezbędnych kroków w celu likwidacji irackiej okupacji Kuwejtu.
- 1992:
  - Rząd Algierii anulował drugą turę wyborów parlamentarnych po zdecydowanym zwycięstwie w pierwszej turze fundamentalistycznego Islamskiego Frontu Ocalenia.
  - W Mali w drodze referendum została przyjęta konstytucja wprowadzająca system wielopartyjny.
- 1994 – Prezydent USA Bill Clinton spotkał się w Pradze z prezydentami Czech, Polski, Słowacji i Węgier.
- 1998 – 19 europejskich krajów podpisało protokół dodatkowy do Konwencji o Prawach Człowieka i Biomedycynie, zakazujący klonowania ludzi.
- 2004 – Największy statek pasażerski świata „Queen Mary 2” wyruszył w swój dziewiczy rejs.
- 2005 – Siergiej Bagapsz wygrał wybory prezydenckie w Abchazji.
- 2006:
  - 362 pielgrzymów zostało zadeptanych, a 250 rannych po wybuchu paniki w meczecie w Mekce podczas obrzędu ukamienowania szatana.
  - Niedoszły zabójca papieża Jana Pawła II Mehmet Ali Ağca opuścił tureckie więzienie, jednak 20 stycznia 2006 Najwyższy Sąd Turecki orzekł, że czas spędzony we włoskim więzieniu nie może być odjęty od wyroku sądu tureckiego i Ağca wrócił do więzienia.
- 2007 – Fakhruddin Ahmed został premierem Bangladeszu.
- 2008 – W Chorwacji powstał drugi rząd Iva Sanadera.
- 2009 – George Abela został wybrany przez Izbę Reprezentantów na stanowisko prezydenta Malty.
- 2010 – Trzęsienie ziemi o sile 7 stopni w skali Richtera zniszczyło stolicę Haiti Port-au-Prince. Zginęło 316 tysięcy osób, a 300 tysięcy zostało rannych.
- 2011 – Międzypaństwowy Komitet Lotniczy przedstawił w Moskwie raport w sprawie przyczyn katastrofy polskiego samolotu Tu-154M w Smoleńsku.
- 2013 – Miloš Zeman (24,21%) i Karel Schwarzenberg (23,40% głosów) przeszli do drugiej tury wyborów prezydenckich w Czechach.
- 2015: 
  - W wyniku ataku nigeryjskiej organizacji islamistycznej Boko Haram na bazę wojskową w Kolofata(inne języki) w północnym Kamerunie zginęło 143 napastników i jeden kameruński żołnierz.
  - 7 osób zostało zastrzelonych przez rosyjskiego żołnierza z zaburzeniami psychicznymi w mieście Giumri w Armenii.
- 2016 – 10 osób zginęło, a 15 zostało rannych w samobójczym zamachu bombowym w pobliżu Błękitnego Meczetu w Stambule.
- 2019 – Julien Nkoghe Bekale został premierem Gabonu.

## Eksploracja kosmosui zdarzenia astronomiczne
- 1986 – Kostarykańczyk z amerykańskim obywatelstwem Franklin Chang-Díaz wystartował na pokładzie wahadłowca Columbia w swój pierwszy z rekordowych siedmiu lotów w kosmos (rekord dzieli z Jerrym Rossem).
- 2005 – Została wystrzelona amerykańska sonda Deep Impact, przeznaczona do badań naukowych komety Tempel 1.
- 2007 – Najjaśniejsza od 40 lat kometa jednopojawieniowa C/2006 P1 (McNaught) przeszła przez peryhelium.

## Urodzili się
- 1562 – Karol Emanuel I Wielki, książę Sabaudii (zm. 1630)
- 1567 – Jan Szczęsny Herburt, polski szlachcic, polityk, dyplomata, pisarz polityczny, poeta, wydawca (zm. 1616)
- 1576 – Petrus Scriverius(inne języki), niderlandzki filolog, humanista, historyk, poeta (zm. 1660)
- 1578 – Agnieszka Tęczyńska, polska zakonnica, fundatorka klasztoru karmelitów bosych w Czernej (zm. 1644)
- 1580 – Johann Baptista van Helmont, flamandzki lekarz, fizjolog, alchemik (zm. 1644)
- 1591 – Jusepe de Ribera, hiszpański malarz, grafik (zm. 1652)
- 1597 – François Duquesnoy, flamandzki rzeźbiarz (zm. 1643)
- 1628 – Charles Perrault, francuski bajkopisarz (zm. 1703)
- 1636 – Jean-Baptiste Monnoyer, francuski malarz (zm. 1699)
- 1638 – Ernst Rüdiger von Starhemberg, austriacki generał (zm. 1701)
- 1673 – (lub 1675) Rosalba Carriera, włoska malarka (zm. 1757)
- 1686 – Adam Christian Thebesius, niemiecki anatom (zm. 1732)
- 1702 – Joseph Aved(inne języki), francuski malarz (zm. 1766)
- 1711 – Gaetano Latilla, włoski kompozytor (zm. 1788)
- 1712:
  - Andrzej Ignacy Baier, polski duchowny katolicki, biskup chełmiński, senator (zm. 1785)
  - Antonio Maria Erba Odescalchi, włoski kardynał (zm. 1762)
- 1715 – Jacques Duphly(inne języki), francuski klawesynista, kompozytor (zm. 1789)
- 1716 – Antonio de Ulloa, hiszpański astronom, polityk (zm. 1795)
- 1721 – Ferdynand, książę Brunszwiku-Wolfenbüttel, feldmarszałek pruski (zm. 1792)
- 1722 – Nicolas Luckner, francuski generał, marszałek Francji pochodzenia niemieckiego (zm. 1794)
- 1729 – Edmund Burke, irlandzki filozof, polityk (zm. 1797)
- 1736 – Pedro Benito Antonio Quevedo y Quintano, hiszpański duchowny katolicki, biskup Ourense, kardynał (zm. 1818)
- 1746 – Johann Heinrich Pestalozzi, szwajcarski pedagog, pisarz (zm. 1827)
- 1748 – Ludwig Gottfried Madihn, niemiecki prawnik, adwokat, wykładowca akademicki (zm. 1834)
- 1749:
  - Paolo Borroni, włoski malarz (zm. 1819)
  - Ferdinand von Trauttmansdorff, austriacki dyplomata, polityk (zm. 1827)
- 1751 – Ferdynand I Burbon, król Obojga Sycylii (zm. 1825)
- 1760 – Zofia Potocka, stambulska kurtyzana pochodzenia greckiego (zm. 1822)
- 1763 – Georges Michel, francuski malarz (zm. 1843)
- 1772 – Michaił Sperański, rosyjski prawnik, polityk, reformator, wolnomularz (zm. 1839)
- 1774 – Bogumił Drobnicki, polski polityk, kronikarz, burmistrz Mrągowa (zm. 1848)
- 1792 – Johann Arfvedson, szwedzki chemik (zm. 1841)
- 1795 – Andreas Maria Graf von Renard, saski generał, przemysłowiec pochodzenia francuskiego (zm. 1874)
- 1797 – Annette von Droste-Hülshoff, niemiecka pisarka (zm. 1848)
- 1800:
  - Eugène Lami, francuski malarz, rysownik (zm. 1890)
  - George Villiers, brytyjski arystokrata, dyplomata, polityk (zm. 1870)
- 1802:
  - Chrystian Breslauer, polski malarz, pedagog (zm. 1882)
  - Christian Gottlieb Friedrich Witte, niemiecko-holenderski organmistrz (zm. 1873)
- 1808:
  - Wilhelm Philipp Schimper, niemiecko-francuski botanik, wykładowca akademicki, muzealnik (zm. 1880)
  - Christian Tell, rumuński generał, polityk (zm. 1884)
- 1810 – Ferdynand II Burbon, król Obojga Sycylii (zm. 1859)
- 1812:
  - Peter Christen Asbjørnsen, norweski pisarz, folklorysta, przyrodnik (zm. 1885)
  - Kajetan Buchowski, polski szlachcic, polityk (zm. 1900)
  - Herkules Dembowski, włoski astronom pochodzenia polskiego (zm. 1881)
  - Karol Kremer, polski architekt, konserwator zabytków (zm. 1860)
- 1814 – Szczęsny Gorazdowski, polski introligator, pracownik służby sądowej, działacz lokalny, polityk (zm. 1903)
- 1815 – Tekla Zalewska, polska uczestniczka powstania styczniowego (zm. 1889)
- 1816 – Gaetano de Ruggiero, włoski kardynał (zm. 1896)
- 1818:
  - Gaspero Barbèra, włoski drukarz, wydawca (zm. 1880)
  - Ludwig Traube, niemiecki patolog (zm. 1876)
- 1821 – Carlo Laurenzi, włoski duchowny katolicki, biskup pomocniczy Perugii, kardynał (zm. 1893)
- 1822 – Étienne Lenoir, francuski wynalazca pochodzenia belgijskiego (zm. 1900)
- 1825 – Brooke Foss Westcott, brytyjski duchowny anglikański, biblista (zm. 1901)
- 1826 – Antoni Franciszek Sotkiewicz, polski duchowny katolicki, administrator archidiecezji warszawskiej, biskup sandomierski (zm. 1901)
- 1827 – Aleksander Dalewski, polski działacz patriotyczny, konspirator, zesłaniec (zm. 1862)
- 1832 – Gustav Adolf Reinhard Pompe, niemiecki teolog protestancki, poeta (zm. 1889)
- 1833 – Eugen Dühring, niemiecki filozof, ekonomista, antysemita (zm. 1921)
- 1834 – Katherine Hankey, brytyjska katechetka, poetka (zm. 1911)
- 1837 – Adolf Jensen, niemiecki kompozytor (zm. 1879)
- 1841 – Wojciech Bednarski, polski pedagog, samorządowiec, działacz społeczny (zm. 1914)
- 1842 – Józef Chmielewski, polski pedagog, działacz oświatowy, pisarz (zm. 1900)
- 1846 – Louis Billot, francuski kardynał (zm. 1931)
- 1848 – Franz von Soxhlet, niemiecki chemik rolny, wynalazca, wykładowca akademicki pochodzenia belgijskiego (zm. 1926)
- 1849:
  - Jean Béraud, francuski malarz, grafik (zm. 1935)
  - Murphy J. Foster, amerykański polityk, senator (zm. 1921)
- 1852:
  - Joseph Joffre, francuski dowódca wojskowy, marszałek Francji (zm. 1931)
  - Ladislav Zápotocký, czeski związkowiec, polityk (zm. 1916)
- 1853 – Gregorio Ricci-Curbastro, włoski matematyk, wykładowca akademicki (zm. 1925)
- 1856:
  - Albert Cäsar Kalkowski, niemiecki polityk, burmistrz Poznania (zm. 1921)
  - John Singer Sargent, amerykański malarz (zm. 1925)
- 1860:
  - Louis Dutfoy, francuski strzelec sportowy (zm. 1904)
  - Charles Oman, brytyjski historyk wojskowości (zm. 1946)
- 1861 – James Mark Baldwin, amerykański filozof, psycholog (zm. 1934)
- 1863:
  - Benjo Conew, bułgarski filolog (zm. 1926)
  - Wiwekananda, indyjski hinduistyczny swami i mistrz duchowy (zm. 1902)
- 1871 – Kaspar Stanggassinger, niemiecki redemptorysta, błogosławiony (zm. 1899)
- 1873 – Spiridon Luis, grecki lekkoatleta, maratończyk (zm. 1940)
- 1874 – Marta Wiecka, polska zakonnica, błogosławiona (zm. 1904)
- 1876:
  - Fevzi Çakmak, turecki dowódca wojskowy, polityk, premier Turcji (zm. 1950)
  - Jack London, amerykański pisarz (zm. 1916)
  - Ermanno Wolf-Ferrari, włoski kompozytor (zm. 1948)
- 1878 – Ferenc Molnár, węgierski pisarz (zm. 1952)
- 1880:
  - Luigi Beltrame Quattrocchi, włoski działacz katolicki, błogosławiony (zm. 1951)
  - Arkadiusz Lisiecki, polski duchowny katolicki, biskup katowicki (zm. 1930)
- 1881 – Alfons Proske, niemiecki prawnik, polityk (zm. 1950)
- 1882:
  - Christian Christensen, duński pisarz, syndykalista rewolucyjny (zm. 1960)
  - Maria Wincencja Masia Ferragut, hiszpańska klaryska kapucynka, męczennica, błogosławiona (zm. 1936)
  - Blaž Klećak, chorwacki przyrodnik, malakolog, konchiolog, urzędnik (ur. 1823)
  - Milton Sills, amerykański aktor (zm. 1930)
  - José Luis Tejada, boliwijski prawnik, polityk, prezydent Boliwii (zm. 1938)
- 1883 – Gustav Otto, niemiecki konstruktor i producent samolotów i silników lotniczych (zm. 1926)
- 1884:
  - Stanisław Gąsienica Sobczak, polski rzeźbiarz, ceramik (zm. 1942)
  - Texas Guinan, amerykańska aktorka (zm. 1933)
  - Henryk Wyrzykowski, polski dziennikarz, działacz ruchu ludowego, polityk, poseł na Sejm RP, do KRN i na Sejm Ustawodawczy (zm. 1949)
- 1885:
  - Robert Behrens, duński zapaśnik (zm. 1942)
  - Harry Benjamin, amerykański endokrynolog, seksuolog pochodzenia niemieckiego (zm. 1986)
  - Feliks Gwiżdż, polski dziennikarz, prozaik, poeta, tłumacz (zm. 1952)
- 1886:
  - Tadeusz Dybczyński, polski geolog, geograf, pedagog, działacz narodowowyzwoleńczy (zm. 1944)
  - Tadeusz Ruge, polski major saperów, inżynier budowlany, polityk, komisaryczny prezydent Poznania (zm. 1939)
- 1887 – Francesco Lardone, włoski duchowny katolicki, arcybiskup, nuncjusz apostolski (zm. 1980)
- 1888:
  - Jan Roliński, polski inżynier, polityk, prezydent Włocławka (zm. 1922)
  - Czesław Thullie, polski architekt, historyk literatury (zm. 1976)
- 1889 – Edward Ekert, polski podporucznik, nauczyciel, samorządowiec, polityk, poseł na Sejm RP (zm. 1940)
- 1890:
  - Joseph Helffrich, niemiecki astronom (zm. 1971)
  - Cyril Porter, brytyjski lekkoatleta, długodystansowiec (zm. 1964)
  - Johannes Vares, estoński lekarz, poeta, polityk, prezydent i premier Estonii, przewodniczący Prezydium Rady Najwyższej Estońskiej SRR (zm. 1946)
- 1891 – Wincenty Janas, polski nauczyciel, działacz narodowy, propagator polskości Śląska (zm. 1919)
- 1893:
  - Hermann Göring, niemiecki polityk, działacz nazistowski, feldmarszałek, minister lotnictwa (zm. 1946)
  - Alfred Rosenberg, niemiecki polityk i ideolog nazistowski (zm. 1946)
- 1895:
  - Błażej Roga, polski chemik, wykładowca akademicki (zm. 1977)
  - Józef Życzkowski, polski dyrygent, pedagog (zm. 1967)
- 1896 – Joaquín Maurín, hiszpański polityk (zm. 1973)
- 1897 – Fritz Gäbler, niemiecki polityk, dziennikarz (zm. 1974)
- 1898 – Konstanty Zbijewski, polski oficer, kawaler Orderu Virtuti Militari (zm. 1939)
- 1899:
  - Arka Bożek, polski działacz narodowy na Śląsku Opolskim, działacz ludowy, polityk, poseł na Sejm Ustawodawczy (zm. 1954)
  - Paul Müller, szwajcarski chemik, wykładowca akademicki, laureat Nagrody Nobla (zm. 1965)
- 1900 – Fuller Albright, amerykański endokrynolog (zm. 1969)
- 1901 – Pedro Benítez, paragwajski piłkarz, bramkarz (zm. 1974)
- 1902 – Su’ud ibn Abd al-Aziz Al Su’ud, król Arabii Saudyjskiej (zm. 1969)
- 1903:
  - Tadeusz Kraszewski, polski pisarz, dziennikarz (zm. 1973)
  - Igor Kurczatow, radziecki fizyk (zm. 1960)
- 1904:
  - Józef Ciszewski, polski piłkarz (zm. 1987)
  - Dawid Rajzer, radziecki polityk (zm. 1962)
  - Sjef van Run, holenderski piłkarz (zm. 1973)
- 1906 – Emmanuel Levinas, francuski filozof, wykładowca akademicki (zm. 1995)
- 1907:
  - Stanisław Jaśkiewicz, polski aktor, reżyser teatralny (zm. 1980)
  - Siergiej Korolow, radziecki inżynier, konstruktor rakiet (zm. 1966)
- 1908:
  - Jean Delannoy, francuski aktor, reżyser i scenarzysta filmowy (zm. 2008)
  - Jean Effel, francuski karykaturzysta, rysownik, akwarelista (zm. 1982)
- 1909:
  - Jan Ernst, polski geograf, muzyk (zm. 1993)
  - Klementyna Krymko, polska reżyserka radiowa i teatralna pochodzenia żydowskiego (zm. 2006)
  - Jerzy Rosner, polski kompozytor, akompaniator pochodzenia żydowskiego (zm. 2002)
  - Tadeusz Ruebenbauer, polski genetyk, hodowca roślin (zm. 1991)
  - Józef Żydanowicz, polski uczony, profesor nauk technicznych (zm. 2000)
- 1910:
  - Jan Górecki, polski generał brygady, polityk, kierownik resortu kontroli państwowej (zm. 2003)
  - Géry Leuliet, francuski duchowny katolicki, biskup Amiens (zm. 2015)
  - Luise Rainer, niemiecka aktorka (zm. 2014)
- 1911 – Bolesław Piekarski, litewski dyrygent, pedagog pochodzenia polskiego (zm. 1971)
- 1912:
  - Kazimierz Haska, polski rzeźbiarz, konserwator zabytków (zm. 1976)
  - Dynmuchamed Konajew, kazachski i radziecki polityk (zm. 1993)
  - Trummy Young, amerykański puzonista jazzowy (zm. 1984)
- 1913:
  - Willi Birkelbach, niemiecki polityk (zm. 2008)
  - Hilarion (Conew), bułgarski biskup prawosławny (zm. 2009)
- 1914 – Orlando Villas-Bôas, brazylijski etnolog, odkrywca, pisarz (zm. 2002)
- 1915:
  - Henryk Bibrowicz, polski kapitan pilot (zm. 1986)
  - Mieczysław Majewski, polski malarz, grafik (zm. 1988)
  - Józef Pachla, polski koszykarz (zm. 1990)
  - Branko Pleše, chorwacki piłkarz, trener (zm. 1980)
  - Joseph-Aurèle Plourde, kanadyjski duchowny katolicki, arcybiskup Ottawy (zm. 2013)
  - Herbert Robbins, amerykański matematyk i statystyk (zm. 2001)
  - Luis Aníbal Rodríguez Pardo, boliwijski duchowny katolicki, arcybiskup Santa Cruz (zm. 2004)
  - Richard Evan Schultes, amerykański przyrodnik (zm. 2001)
- 1916:
  - Pieter Willem Botha, południowoafrykański polityk, premier i prezydent RPA (zm. 2006)
  - Artur Hutnikiewicz, polski historyk literatury (zm. 2005)
- 1917:
  - John Shaw Rennie, brytyjski polityk, dyplomata (zm. 2002)
  - Jimmy Skinner, kanadyjski trener hokeja (zm. 2007)
  - Tadeusz Twarogowski, polski pisarz, tłumacz (zm. 1989)
- 1918:
  - Castor Cantero, paragwajski piłkarz
  - Maharishi Yogi, indyjski guru (zm. 2008)
- 1919 – Jan Józef Szczepański, polski prozaik, eseista, scenarzysta filmowy, tłumacz, taternik, podróżnik (zm. 2003)
- 1920:
  - James Farmer, amerykański działacz na rzecz praw człowieka (zm. 1999)
  - Edgar Tõnurist, estoński polityk komunistyczny (zm. 1992)
  - Jerzy Zubrzycki, australijski socjolog pochodzenia polskiego (zm. 2009)
- 1921:
  - Maria Borucka-Arctowa, polska socjolog i teoretyk prawa (zm. 2018)
  - Felix Maria Davídek, czeski duchowny katolicki, biskup Kościoła podziemnego (zm. 1988)
  - John Davis, amerykański sztangista (zm. 1984)
  - Tadeusz Wybult, polski scenograf filmowy (zm. 2004)
- 1922:
  - Henryk Giedroyc, polski działacz emigracyjny (zm. 2010)
  - Tadeusz Żychiewicz, polski dziennikarz, historyk sztuki, publicysta religijny, teolog (zm. 1994)
- 1923:
  - Ira Hayes, amerykański żołnierz pochodzenia indiańskiego (zm. 1955)
  - Alice Miller, szwajcarska psycholog (zm. 2010)
  - Holden Roberto, angolski polityk (zm. 2007)
- 1924:
  - Mieczysław Jagielski, polski ekonomista, polityk, poseł na Sejm PRL, minister rolnictwa, wicepremier (zm. 1997)
  - Matti Kassila, fiński reżyser filmowy (zm. 2018)
  - Henryk Kończykowski, polski inżynier elektryk, plutonowy AK, uczestnik powstania warszawskiego (zm. 2016)
- 1925:
  - Bill Burrud, amerykański aktor (zm. 1990)
  - Miguel Cordero del Campillo, hiszpański weterynarz, parazytolog, wykładowca akademicki (zm. 2020)
  - Claude Estier, francuski dziennikarz, pisarz, polityk pochodzenia greckiego (zm. 2016)
  - María Guggiari Echeverría, paragwajska karmelitanka, błogosławiona (zm. 1959)
  - Katherine MacGregor, amerykańska aktorka (zm. 2018)
  - Kjetil Mårdalen, norweski dwuboista klasyczny (zm. 1996)
  - Georges Perron, francuski duchowny katolicki, biskup Dżibuti (zm. 2021)
  - Jadwiga Sabramowicz, polska działaczka społeczna i polityczna (zm. 2001)
  - Arnoldo Martínez Verdugo, meksykański polityk komunistyczny (zm. 2013)1
- 1926:
  - Morton Feldman, amerykański kompozytor (zm. 1987)
  - Andrew Laszlo, amerykański operator filmowy (zm. 2011)
  - Ray Price, amerykański piosenkarz country (zm. 2013)
  - Alicja Szweykowska, polska biolog, wykładowczyni akademicka  (zm. 2002)
- 1927:
  - Ignatz Bubis, niemiecki działacz społeczności żydowskiej (zm. 1999)
  - Hal Fowler, amerykański pokerzysta (zm. 2000)
  - Francis Hurley, amerykański duchowny katolicki, arcybiskup metropolita Anchorage (zm. 2016)
  - Leslie Orgel, brytyjski biochemik (zm. 2007)
- 1928:
  - Ruth Brown, amerykańska wokalistka bluesowa i jazzowa (zm. 2006)
  - Leokadia Krajewska, polska milicjantka (zm. 2020)
  - Erkki Mallenius, fiński bokser (zm. 2003)
  - Lloyd Ruby, amerykański kierowca wyścigowy (zm. 2009)
  - Zbigniew Schwarzer, polski wioślarz (zm. 2008)
- 1929:
  - Willie Francis, amerykański morderca (zm. 1947)
  - Jaakko Hintikka, fiński logik, filozof, wykładowca akademicki (zm. 2015)
  - Irena Homola-Skąpska, polska historyk, wykładowczyni akademicka (zm. 2017)
  - Alasdair MacIntyre, brytyjski filozof, etyk, historyk idei (zm. 2025)
  - Hieronim Przybył, polski reżyser filmowy (zm. 2002)
  - Vic Toweel, południowoafrykański bokser (zm. 2008)
- 1930:
  - Irena Felchnerowska, polska siatkarka, lekkoatletka (zm. 2005)
  - Jacques Guittet, francuski szpadzista, florecista (zm. 2025)
  - Klaus Scholder, niemiecki historyk, wykładowca akademicki (zm. 1985)
  - Michael Slupecki, amerykański ortopeda, biolog, finansista pochodzenia polskiego
- 1931:
  - Roland Alphonso, jamajski saksofonista, kompozytor (zm. 1998)
  - Domingo Salvador Castagna, argentyński duchowny katolicki, arcybiskup Corrientes
  - Jan Kadłubiski, polski pianista (zm. 2025)
- 1932:
  - Zygmunt Grodner, polski szpadzista, pediatra (zm. 2020)
  - Konstanty Pociejkowicz, polski żużlowiec (zm. 2003)
  - Stanisław Wyszyński, polski aktor (zm. 2012)
- 1933:
  - Adésio, brazylijski piłkarz (zm. 2009)
  - Liliana Cavani, włoska reżyserka i scenarzystka filmowa, telewizyjna i operowa
  - Jacek Cieszewski, polski dziennikarz (zm. 2016)
  - Kamal al-Dżanzuri, egipski ekonomista, polityk, wicepremier i premier Egiptu (zm. 2021)
- 1934:
  - Ebrahim Nafae, egipski dziennikarz (zm. 2018)
  - Józef Poteraj, polski pisarz (zm. 2017)
  - Jan Zbigniew Słojewski, polski krytyk literacki, felietonista (zm. 2017)
- 1935 – Ivo Lul Diogo, brazylijski piłkarz (zm. 2009)
- 1936:
  - Alain Corbin, francuski historyk, wykładowca akademicki
  - Ron Harper, amerykański aktor (zm. 2024)
  - Egon Kapellari, austriacki duchowny katolicki, biskup Graz-Seckau
  - Émile Lahoud, libański generał, polityk, prezydent Libanu
  - Raimonds Pauls, łotewski kompozytor, pianista, polityk
- 1937:
  - Marie Dubois, francuska aktorka (zm. 2014)
  - Shirley Eaton, brytyjska aktorka
  - Micheil Meschi, gruziński piłkarz (zm. 1991)
  - Marian Sawa, polski kompozytor, organista, muzykolog, pedagog (zm. 2005)
- 1938:
  - Anna Marchlewska-Koj, polska biolog, wykładowczyni akademicka  (zm. 2022)
  - Alan Rees, brytyjski kierowca wyścigowy (zm. 2024)
  - Gildo Siorpaes, włoski bobsleista, narciarz alpejski
- 1939:
  - Arkadiusz Bazak, polski aktor
  - Andrzej Bielski, polski fizyk, wykładowca akademicki (zm. 2013)
  - Jacques Hamelink, holenderski prozaik, poeta, krytyk literacki (zm. 2021)
  - Aaron Polliack, izraelski hematolog, wykładowca akademicki
  - Wiesława Tomaszewska, polska brydżystka (zm. 2006)
  - Joachim Yhombi-Opango, kongijski generał, polityk, premier i prezydent Konga (zm. 2020)
- 1940:
  - Youssef Anis Abi-Aad, libański duchowny katolicki obrządku maronickiego, arcybiskup Aleppo (zm. 2017)
  - Matthias Habich, niemiecki aktor
  - Bob Hewitt, południowoafrykański tenisista
  - Masamitsu Ichiguchi, japoński zapaśnik
  - Ronald Shannon Jackson, amerykański perkusista jazzowy (zm. 2013)
  - Zbigniew Jaworski, polski polityk, minister transportu i gospodarki morskiej
  - Giovanni Prandini, włoski polityk (zm. 2018)
  - Magdalena Sokołowska, polska aktorka
- 1941:
  - Long John Baldry, brytyjski piosenkarz (zm. 2005)
  - Kazuo Imanishi, japoński piłkarz
  - Józef Misiek, polski fizyk, działacz opozycji antykomunistycznej (zm. 2018)
  - Alojzy Norek, polski żużlowiec (zm. 2015)
  - Bołotbek Szamszijew, kirgiski aktor, reżyser i scenarzysta filmowy (zm. 2019)
  - Donato Veraldi, włoski polityk, eurodeputowany, prezydent Kalabrii
- 1942:
  - Arthur Becker, amerykański koszykarz, trener
  - Michel Mayor, szwajcarski astronom
  - Nazim Muchitow, rosyjski biathlonista
- 1943:
  - Gerd Alberti, niemiecki zoolog, ekolog, systematyk (zm. 2016)
  - Jean-Louis Bianco, francuski samorządowiec, polityk
  - Maciej Kozłowski, polski historyk, dziennikarz, publicysta, dyplomata
  - Tadeusz Mocarski(inne języki), polski poeta
  - Gyula Petrikovics, węgierski kajakarz, kanadyjkarz (zm. 2005)
  - Yōjirō Uetake, japoński zapaśnik
- 1944:
  - Zofia Charewicz, polska aktorka
  - Jay Cocks, amerykański scenarzysta i krytyk filmowy
  - Janusz Cyrklaff, polski lekkoatleta, chodziarz, trener (zm. 2023)
  - Joe Frazier, amerykański bokser (zm. 2011)
  - Vlastimil Hort, czeski szachista (zm. 2025)
  - Fatos Kongoli, albański dziennikarz, pisarz
  - Inge Viett, niemiecka terrorystka (zm. 2022)
  - Klaus Wedemeier, niemiecki przedsiębiorca, polityk, samorządowiec, burmistrz Bremy
  - Gerard Wilk, polski tancerz, choreograf, reżyser operowy (zm. 1995)
- 1945:
  - Evaldo Cruz, brazylijski piłkarz, trener
  - Barbara Tkaczyk, polska lekkoatletka, biegaczka średniodystansowa
- 1946:
  - George Duke, amerykański pianista jazzowy, wokalista, kompozytor (zm. 2013)
  - Helmut Köglberger, austriacki piłkarz (zm. 2018)
  - Ryszard Szurkowski, polski kolarz szosowy, trener i działacz kolarski (zm. 2021)
- 1947:
  - Miguel Espinós, hiszpański kolarz torowy (zm. 2005)
  - Henning Munk Jensen, duński piłkarz (zm. 2023)
- 1948:
  - Anthony Andrews, brytyjski aktor
  - Erminio Azzaro, włoski lekkoatleta, skoczek wzwyż
  - Jacek Buchacz, polski ekonomista, polityk, wiceminister zdrowia, minister współpracy gospodarczej z zagranicą
  - Aziz ad-Duwajk, palestyński polityk
  - Brendan Foster, brytyjski lekkoatleta, średnio- i długodystansowiec
  - William Nicholson, brytyjski prozaik, dramaturg, scenarzysta filmowy
  - Natalija Sajko, rosyjska aktorka
  - Włodzimierz Wojciechowski, polski piłkarz
- 1949:
  - Hammadi al-Dżibali, tunezyjski dziennikarz, polityk, premier Tunezji
  - Ottmar Hitzfeld, niemiecki piłkarz, trener
  - Bożił Kolew, bułgarski piłkarz
  - Justyna Kulczycka, polska aktorka
  - Haruki Murakami, japoński prozaik, eseista, tłumacz
  - Ignacy Nowak, polski szachista (zm. 2024)
  - Wayne Wang, amerykański reżyser, scenarzysta i producent filmowy pochodzenia chińskiego
  - Andrzej Zaucha, polski wokalista jazzowy, piosenkarz, saksofonista altowy, perkusista, aktor, artysta kabaretowy (zm. 1991)
- 1950:
  - Zinaida Amosowa, kazachska biegaczka narciarska
  - Patrice Dominguez, francuski tenisista (zm. 2015)
  - Sheila Jackson Lee, amerykańska adwokatka, polityk (zm. 2024)
  - Krystyna Katulska, polska matematyk, wykładowczyni akademicka (zm. 2017)
  - Ricky Ray Rector, amerykański morderca (zm. 1992)
  - Claude Terry, amerykański koszykarz, trener
  - Michaił Wiarhiejenka, białoruski piłkarz, działacz i trener piłkarski (zm. 2024)
- 1951:
  - Jan Leszek Adamczyk, polski historyk sztuki, wykładowca akademicki (zm. 2010)
  - Kirstie Alley, amerykańska aktorka, scenarzystka i producentka filmowa i telewizyjna (zm. 2022)
  - Tevfik Başer(inne języki), turecki reżyser i scenarzysta filmowy
  - Herman Heinsbroek, holenderski przedsiębiorca, polityk
  - Rush Limbaugh, amerykański dziennikarz radiowy, komentator polityczny (zm. 2021)
  - Ai Takano, japoński piosenkarz (zm. 2006)
  - Adam Ziółkowski, polski historyk, profesor nauk humanistycznych, wykładowca akademicki
- 1952:
  - Zehrudin Dokle, albański aktor, reżyser teatralny i filmowy
  - Ramón Fagoaga, salwadorski piłkarz
  - Walter Mosley, amerykański pisarz
  - Alina Pienkowska, polska działaczka opozycji antykomunistycznej, polityk, senator RP (zm. 2002)
  - Campy Russell, amerykański koszykarz
  - John Walker, nowozelandzki lekkoatleta, średniodystansowiec
- 1953:
  - Krzysztof Hipsz, polski dziennikarz muzyczny i sportowy, publicysta (zm. 2025)
  - Arkadiusz Rybicki, polski polityk, poseł na Sejm RP, działacz społeczny (zm. 2010)
  - Adam Stach, polski samorządowiec, wicemarszałek województwa śląskiego
  - Tatjana Szebanowa, rosyjska pianistka (zm. 2011)
- 1954:
  - Czesław Czechyra, polski pediatra, samorządowiec, polityk, poseł na Sejm RP
  - Jacek Drela, polski trener kick-boxingu (zm. 2008)
  - Andreas Franz, niemiecki pisarz (zm. 2011)
  - Jerzy Kowalczyk, polski żużlowiec (zm. 2024)
  - Jesús María Satrústegui, hiszpański piłkarz
  - Howard Stern, amerykański satyryk, dziennikarz pochodzenia żydowskiego
- 1955:
  - Dieudonné Bogmis, kameruński duchowny katolicki, biskup Eséka (zm. 2018)
  - Anka Christołowa, bułgarska siatkarka
  - Naser Ferri, kosowski historyk, archeolog, wykładowca akademicki
  - Antoni (Hailu), etiopski duchowny Etiopskiego Kościoła Ortodoksyjnego, biskup Europy Zachodniej
  - Hans-Joachim Hartnick, niemiecki kolarz szosowy i przełajowy
  - Jan van Houwelingen, holenderski kolarz szosowy
  - Kazimierz Klawiter, polski samorządowiec, wicemarszałek województwa pomorskiego
  - Ryszard Kosiński, polski kajakarz, kanadyjkarz (zm. 2010)
  - Michał Kula, polski aktor
  - Klaas Lok, holenderski lekkoatleta, średnio- i długodystansowiec
  - Christian Poveda, francuski dziennikarz, fotoreporter, autor filmów dokumentalnych pochodzenia hiszpańskiego (zm. 2009)
- 1956:
  - Marie Colvin, amerykańska dziennikarka, korespondentka wojenna (zm. 2012)
  - Nikołaj Noskow, rosyjski muzyk, wokalista, kompozytor
  - Włodzimierz Olszewski, polski hokeista, bramkarz
  - Zygmunt Szymański, polski polityk, poseł na Sejm RP
- 1957:
  - Mieczysław Aszkiełowicz, polski polityk, poseł na Sejm RP
  - Anna Fotyga, polska ekonomistka, polityk, minister spraw zagranicznych, eurodeputowana
  - Celia Friedman, amerykańska pisarka science fiction i fantasy
  - John Lasseter, amerykański reżyser filmów animowanych
  - Siergiej Prichod´ko, rosyjski polityk, wicepremier (zm. 2021)
  - António Vitorino, portugalski prawnik, polityk
- 1958:
  - Christiane Amanpour, brytyjska dziennikarka pochodzenia irańskiego
  - Matthias Döschner, niemiecki piłkarz, trener
  - Marian Sârbu, rumuński związkowiec, polityk
  - Branko Vukelić, chorwacki inżynier, samorządowiec, polityk (zm. 2013)
- 1959:
  - Blixa Bargeld, niemiecki pisarz, aktor
  - Wieranika Czarkasawa, białoruska dziennikarka (zm. 2004)
  - Wojciech Czepiel, polski dyrygent
  - Debra Feuer, amerykańska aktorka, tancerka
  - Svein Fjælberg, norweski piłkarz, trener
  - Per Gessle, szwedzki muzyk, wokalista, kompozytor, członek duetu Roxette
  - Władimir Jaszczenko, ukraiński lekkoatleta, skoczek wzwyż (zm. 1999)
  - Ralf Möller, niemiecki kulturysta, aktor
- 1960:
  - Guido Bontempi, włoski kolarz szosowy i torowy
  - Wasilij Fiodorow, litewski samorządowiec, polityk pochodzenia rosyjskiego
  - Giorgi Mszwenieradze, gruziński piłkarz wodny
  - Jean-Jacques N’Domba, kongijski piłkarz (zm. 2024)
  - Mats Olsson, szwedzki piłkarz ręczny, trener
  - Oliver Platt, kanadyjski aktor
  - Robert Prytz, szwedzki piłkarz
  - Walerij Saryczew, tadżycki i południowokoreański piłkarz, bramkarz pochodzenia rosyjskiego
  - Dominique Wilkins, amerykański koszykarz
  - León Villa, kolumbijski piłkarz
- 1961:
  - Simon Russell Beale, brytyjski aktor
  - Andrea Carnevale, włoski piłkarz
  - Antoine Chbeir, kubański duchowny maronicki, biskup Latakii
  - Mykoła Martynenko, ukraiński polityk
  - Rick Miller, amerykański żużlowiec
  - Pavol Pavlis, słowacki przedsiębiorca, polityk
- 1962:
  - Noel Blake, angielski piłkarz, trener pochodzenia jamajskiego
  - Radek Drulák, czeski piłkarz
  - Maciej Kopeć, polski nauczyciel, samorządowiec, urzędnik państwowy
  - Emanuele Pirro, włoski kierowca wyścigowy
  - Gunde Svan, szwedzki biegacz narciarski, kierowca rajdowy
  - Zdzisław Wrona, polski kolarz szosowy
- 1963:
  - Epifaniusz (Dimitriu), grecki biskup prawosławny
  - Agnieszka Hanajczyk, polska działaczka samorządowa, polityk, poseł na Sejm RP
  - Jan Peeters, belgijski i flamandzki samorządowiec, polityk
  - Kelvin Upshaw, amerykański koszykarz
- 1964:
  - Jeff Bezos, amerykański przedsiębiorca, miliarder
  - Andrzej Grabarczyk, polski lekkoatleta, trójskoczek i skoczek w dal (zm. 2016)
  - Valdo, brazylijski piłkarzl
- 1965:
  - Nikołaj Borszczewski, rosyjski hokeista, trener
  - Maybrit Illner, niemiecka dziennikarka i prezenterka telewizyjna
  - Marina Kiehl, niemiecka narciarka alpejska
  - Joseph Zhang Xianwang, chiński duchowny katolicki, arcybiskup metropolita Jinan
- 1966:
  - Iwajło Jordanow, bułgarski piłkarz
  - Olivier Martinez, francuski aktor
  - Roberto Rambaudi, włoski piłkarz, trener
  - Rob Zombie, amerykański muzyk i wokalista heavymetalowy, członek zespołu White Zombie, reżyser, pisarz, autor komiksów
- 1967:
  - Ulf Dahlén, szwedzki hokeista
  - Grigorij Jegorow, kazachski lekkoatleta, tyczkarz
  - Vendela Kirsebom, szwedzko-norweska modelka
  - Robert Moskal, polski piłkarz
  - Blanchard Ryan, amerykańska aktorka
- 1968:
  - Christopher Gartin, amerykański aktor
  - Rachael Harris, amerykańska aktorka
  - Beata Igielska, polska dziennikarka, pisarka, poetka
  - Heather Mills, brytyjska modelka
  - Mauro Silva, brazylijski piłkarz
  - Raf Simons, belgijski projektant mody
- 1969:
  - Boško Boškovič, słoweński piłkarz, bramkarz
  - David Mitchell, amerykański pisarz
  - Maria Guzenina, fińska dziennikarka, polityk pochodzenia niemiecko-rosyjskiego
  - Sławomir Majak, polski piłkarz, trener
  - Robert Prosinečki, chorwacki piłkarz, trener
  - Stéphane Stoecklin, francuski piłkarz ręczny
  - Nicklas Utgren, szwedzki tenisista
  - Natalija Wdowina, rosyjska aktorka
- 1970:
  - Roman Kołtoń, polski dziennikarz i komentator sportowy
  - Raekwon, amerykański raper
  - Zack de la Rocha, amerykański piosenkarz, raper, autor tekstów pochodzenia meksykańsko-irlandzko-niemieckiego
  - Masaaki Sawanobori, japoński piłkarz
  - Sharam, amerykański didżej, producent muzyczny pochodzenia irańskiego
- 1971:
  - Lyamine Bougherara, algierski piłkarz, bramkarz
  - Scott Burrell, amerykański koszykarz, baseballista
  - Vernon Forrest, amerykański bokser (zm. 2009)
  - Mark Loram, brytyjski żużlowiec
  - Peter Madsen, duński morderca, przestępca seksualny, przedsiębiorca, wynalazca, konstruktor
  - David McAllister, niemiecki polityk pochodzenia szkockiego
  - Fernando Pavão, brazylijski aktor
- 1972:
  - Krzysztof Bałdyga, polski biegacz długodystansowy
  - Mariola Siwczyk, polska piłkarka ręczna (zm. 2008)
  - Jason Sklar, amerykański aktor, komik
  - Randy Sklar, amerykański aktor, komik
  - Priyanka Vadra, indyjska psycholog, polityk
- 1973:
  - Gurbangeldi Durdyýew, turkmeński piłkarz, trener
  - Sónia Fertuzinhos, portugalska działaczka samorządowa, polityk
  - Giuseppe Giunta, włoski zapaśnik
  - Martin Šútovec, słowacki karykaturzysta, ilustrator
  - Hande Yener, turecka piosenkarka
  - ZZ Packer, amerykańska piosenkarka
- 1974:
  - Melanie Chisholm, brytyjska piosenkarka
  - Nebojša Ćirić, serbski ekonomista, przedsiębiorca, polityk
  - Tor Arne Hetland, norweski biegacz narciarski
  - Richard Kitzbichler, austriacki piłkarz
  - Liu Dongfeng, chińska judoczka
  - Ivica Mornar, chorwacki piłkarz
  - Arkadiusz Onyszko, polski piłkarz, bramkarz
  - Aaron Seltzer, kanadyjski reżyser i scenarzysta filmowy
  - Remigijus Šimašius, litewski polityk, samorządowiec, mer Wilna
  - Séverine Vandenhende, francuska judoczka
  - Arkadiusz Żaczek, polski judoka
- 1975:
  - Munther Abdulla, emiracki piłkarz
  - Edwin Abreu, dominikański zapaśnik
  - Ekaterini Deli, grecka koszykarka
  - Jason Freese, amerykański muzyk rockowy, multiinstrumentalista
  - Rick Hoogendorp, holenderski piłkarz
  - Aušrinė Norkienė, litewska polityk
  - Krzysztof Ślebzak, polski prawnik, wykładowca akademicki
  - Klaudio Vuković, chorwacki piłkarz
- 1976:
  - Marat Dżumajew, uzbecki szachista
  - Hillary Makasa, zambijski piłkarz
  - Ikuhisa Minowa, japoński wrestler, zawodnik MMA
  - Krzysztof Szablowski, polski trener koszykówki
- 1977:
  - George Clancy, irlandzki sędzia rugby union
  - Andrej Kollár, słowacki hokeista
  - Marijo Marić, chorwacki piłkarz ręczny
- 1978:
  - Stephen Abas, amerykański zapaśnik, zawodnik MMA
  - Steve Brinkman, kanadyjski siatkarz
  - Jeremy Camp, amerykański piosenkarz, gitarzysta
  - Bonaventure Kalou, iworyjski piłkarz
  - Stefan Kaltschütz, austriacki snowboardzista
  - Oksana Zbrożek, rosyjska lekkoatletka, biegaczka średniodystansowa
- 1979:
  - Patrycja Bokiej, polska judoczka
  - Pola Dwurnik, polska malarka, rysowniczka, graficzka
  - Marián Hossa, słowacki hokeista
  - Andrius Jokšas, litewski piłkarz
  - Dariusz Joński, polski samorządowiec, polityk, poseł na Sejm RP
  - Gema Pascual, hiszpańska kolarka torowa i szosowa
  - Grzegorz Rasiak, polski piłkarz
  - Wasyl Teśmynecki, ukraiński zapaśnik
  - David Zabriskie, amerykański kolarz szosowy
- 1980:
  - Amerie, amerykańska piosenkarka
  - Omar Barlett, amerykański koszykarz
  - Yūzō Ikeda, japoński skoczek narciarski
  - Alfredo Moreno, argentyński piłkarz (zm. 2021)
  - Akiko Morigami, japońska tenisistka
  - Adina Pintilie, rumuńska reżyserka i scenarzystka filmowa
- 1981:
  - Jonathan Arnott, brytyjski nauczyciel, polityk, eurodeputowany
  - Berit Carow, niemiecka wioślarka
  - Marcin Cecko, polski prozaik, poeta, dramaturg, aktor
  - Yuri González Vidal, kubański szachista
  - Solveig Gulbrandsen, norweska piłkarka
  - Igor Kowalik, polski aktor
  - Niklas Kronwall, szwedzki hokeista
  - Aleksandr Martynow, naddniestrzański polityk, premier Naddniestrza
  - Luis Ernesto Pérez, meksykański piłkarz, trener
- 1982:
  - Weliczko Czołakow, bułgarski sztangista (zm. 2017)
  - Kinga Grzyb, polska piłkarka ręczna
  - Tony Lochhead, nowozelandzki piłkarz
  - Melanie Marshall, brytyjska pływaczka
  - Paul-Henri Mathieu, francuski tenisista
  - Mimi Sugawara, japońska zapaśniczka
  - Nemanja Supić, bośniacki piłkarz, bramkarz
  - Lukáš Ticháček, czeski siatkarz
  - Dimitris Tsiamis, grecki lekkoatleta, trójskoczek
- 1983:
  - Tobiasz Bernat, polski hokeista
  - Stiliani Kaltsidu, grecka koszykarka
  - Piotr Ludwik Orleański-Bragança, brazylijski książę (zm. 2009)
  - Zbigniew Żurek, polski siatkarz
- 1984:
  - Wiktor Budianski, rosyjski piłkarz pochodzenia ukraińskiego
  - Chaunté Howard, amerykańska lekkoatletka, skoczkini wzwyż
  - Łukasz Koszarek, polski koszykarz
  - Agnieszka Zrada, polska lekkoatletka, biegaczka długodystansowa
- 1985:
  - Łukasz Błaszczyk, polski futsalista, bramkarz
  - Yohana Cobo, hiszpańska aktorka
  - Victor Correia, gwinejski piłkarz
  - Szerali Dostijew, tadżycki bokser,
  - Sébastien Lenté, francuski wioślarz
  - Artem Miłewski, ukraiński piłkarz pochodzenia białoruskiego
  - Issa Rae, amerykańska aktorka, scenarzystka i producentka filmowa
  - Borja Valero, hiszpański piłkarz
  - Xiao Qin, chiński gimnastyk
- 1986:
  - Justine Bouchard, kanadyjska zapaśniczka
  - Katrina Miroshnichenko, australijska lekkoatletka, tyczkarka
  - Ryōta Murata, japoński bokser
  - Złata Ogniewicz, ukraińska piosenkarka
  - Dani Osvaldo, włoski piłkarz pochodzenia argentyńskiego
  - Christoph Stephan, niemiecki biathlonista
  - Agnieszka Więdłocha, polska aktorka
- 1987:
  - Daniella Jeflea, australijska tenisistka
  - Ilja Jeżow, rosyjski hokeista, bramkarz
  - Hamady N’Diaye, senegalski koszykarz
  - Iván Nova, dominikański baseballista
  - Naya Rivera, amerykańska piosenkarka, aktorka (zm. 2020)
  - Hisayoshi Satō, japoński pływak
  - Salvatore Sirigu, włoski piłkarz, bramkarz
- 1988:
  - Claude Giroux, kanadyjski hokeista
  - Lewis Grabban, angielsko-jamajski piłkarz
  - Andrew Lawrence, amerykański aktor
  - Romi Rain, amerykańska aktorka pornograficzna
  - Marco Torsiglieri, argentyński piłkarz
  - Antonio Soldo, bośniacki piłkarz
- 1989:
  - Claire Donahue, amerykańska pływaczka
  - Aneta Sablik, polska piosenkarka
  - Sopia Szapatawa, gruzińska tenisistka
  - Axel Witsel, belgijski piłkarz
- 1990:
  - Nihad Đedović, bosniacki koszykarz
  - Ignacio Fernández, argentyński piłkarz
  - Siergiej Kariakin, rosyjski szachista pochodzenia ukraińskiego
  - John Smith, południowoafrykański wioślarz
  - Gieorgij Zotow, rosyjski piłkarz
- 1991:
  - Rababe Arafi, marokańska lekkoatletka, biegaczka średniodystansowa
  - Marko Bijač, chorwacki piłkarz wodny, bramkarz
  - Dronavalli Harika, indyjska szachistka
  - Jakub Holúbek, słowacki piłkarz
  - Tina Krajišnik, serbska koszykarka
  - Pixie Lott, brytyjska piosenkarka, autorka tekstów, aktorka, tancerka
  - Rafał Mokrzycki, polski pianista
  - David Nilsson, szwedzki piłkarz, bramkarz
- 1992:
  - Ishak Belfodil, algierski piłkarz
  - Georgia May Jagger, brytyjska modelka
  - Lucas Liß, niemiecki kolarz torowy i szosowy pochodzenia polskiego
  - Samuele Longo, włoski piłkarz
  - Iivo Niskanen, fiński biegacz narciarski
  - Sarius, polski raper
- 1993:
  - Jamel Artis, amerykański koszykarz
  - Branimir Hrgota, szwedzki piłkarz pochodzenia chorwackiego
  - Lloyd Isgrove, walijski piłkarz
  - Isłambek Kuat, kazachski piłkarz
  - Zayn Malik, brytyjski wokalista, członek zespołu One Direction
  - Katarzyna Piecaba, polska piłkarka ręczna
- 1994:
  - Mateusz Bernatek, polski zapaśnik
  - Emre Can, niemiecki piłkarz pochodzenia tureckiego
  - Hélder Costa, portugalski piłkarz pochodzenia angolskiego
  - Valērijs Šabala, łotewski piłkarz
- 1995:
  - Ottavia Cestonaro, włoska lekkoatletka, skoczkini w dal i trójskoczkini
  - Kristján Flóki Finnbogason, islandzki piłkarz
  - Sofia Linde, szwedzka lekkoatletka, wieloboistka
  - Pavelh Ndzila, kongijski piłkarz, bramkarz
  - Alessio Romagnoli, włoski piłkarz
  - Maverick Viñales, hiszpański motocyklista wyścigowy
- 1996:
  - Asia Cogliandro, włoska siatkarka
  - Bonzie Colson, amerykański koszykarz
  - Katarzyna Gozdek, polska piłkarka
  - Allisha Gray, amerykańska koszykarka
  - Ella Henderson, brytyjska piosenkarka, autorka tekstów
  - Sandra Jankowiak, polska żeglarka sportowa
  - Arkadiusz Najemski, polski piłkarz
  - Edson Reséndez, meksykański piłkarz, bramkarz
  - Olga Strandzali, grecka siatkarka
- 1997:
  - Julia Alboredo, brazylijska szachistka
  - Piia Korhonen, fińska siatkarka
  - Jerdy Schouten, holenderski piłkarz
  - Bernabé Zapata Miralles, hiszpański tenisista
- 1998:
  - Mateusz Bartolewski, polski piłkarz
  - Carol Bouvard, szwajcarska narciarka dowolna
  - Juan Foyth, argentyński piłkarz pochodzenia polsko-czeskiego
  - Nathan Gamble, amerykański aktor
  - Taishi Horie, japoński zapaśnik
  - Daniił Lesowoj, rosyjski piłkarz
  - Anhelina Łysak, ukraińska zapaśniczka
  - Adrian Šemper, chorwacki piłkarz, bramkarz
  - Brent Van Moer, belgijski kolarz szosowy
- 1999:
  - Clara Copponi, francuska kolarka szosowa i torowa
  - Ołeksij Hołoweń, ukraiński siatkarz
  - MacKenzie May, amerykańska siatkarka
  - Tyler Roberts, walijski piłkarz
  - Irfan Sadik, fiński piłkarz pochodzenia albańsko-macedońskiego
  - Ignacio Saavedra, chilijski piłkarz
  - Francisco Solís, chilijski judoka
  - Xavier Tillman, amerykański koszykarz
- 2000:
  - Żansaja Abdumalik, kazachska szachistka
  - Bohdan Biłoszewski, ukraiński piłkarz
  - Sven Botman, holenderski piłkarz
  - Bára Oborná, czeska siatkarka
  - Simeon Petrow, bułgarski piłkarz
- 2001:
  - Alibieg Alibiegow, rosyjski i bahrajński zapaśnik
  - Enchtüwszingijn Batmagnaj, mongolski zapaśnik
  - Anastasija Iljankowa, rosyjska gimnastyczka
  - Inis Neziri, albańska piosenkarka
  - Lassina Traoré, burkiński piłkarz
  - Nora Wentzel, węgierska koszykarka
- 2002:
  - Eva Lys, niemiecka tenisistka
  - Elias Medwed, austriacki skoczek narciarski
  - Christianah Ogunsanya, nigeryjska zapaśniczka
  - Simon Spiewok, niemiecki skoczek narciarski
- 2003:
  - Yiselena Ballar Rojas, kubańska lekkoatletka, oszczepniczka
  - Widman Talavera, nikaraguański piłkarz
- 2004:
  - Ahn Seo-hyun, południowokoreańska aktorka
  - Brooke Norton-Cuffy, angielski piłkarz
- 2006:
  - Stephan Embacher, austriacki skoczek narciarski
  - Vitor Reis, brazylijski piłkarz
- 2007 – Kjersti Græsli, norweska skoczkini narciarska, kombinatorka norweska

## Zmarli
- 690 – Benedykt Biscop, northumbryjski mnich, święty (ur. 628)
- 1167 – Aelred z Rievaulx, angielski opat cysterski, pisarz, święty (ur. ok. 1100)
- 1203 – Marcin z Leónu, hiszpański augustiański kanonik regularny, święty (ur. ok. 1130)
- 1321 – Maria Brabancka, królowa Francji (ur. 1256)
- 1369 – Wierzbięta z Paniewic, polski szlachcic, rycerz, starosta generalny Wielkopolski (ur. ?)
- 1382 – Zawisza Kurozwęcki, polski duchowny katolicki, biskup krakowski, kanclerz koronny, podkanclerzy koronny, regent Królestwa Polskiego (ur. ?)
- 1392 – Jan Radlica, polski duchowny katolicki, biskup krakowski (ur. ?)
- 1401 – Henryk Sorbom, polski duchowny katolicki, biskup warmiński (ur. ?)
- 1519 – Maksymilian I Habsburg, cesarz rzymski (ur. 1459)
- 1550 – Andrea Alciato, włoski humanista, prawnik (ur. 1492)
- 1609 – Paul Nitsch, niemiecki złotnik (ur. 1548)
- 1622 – Bartolomé Lobo Guerrero, hiszpański duchowny katolicki, arcybiskup Limy i prymas Peru (ur. 1546)
- 1652 – Samuel Nakielski, polski duchowny katolicki, historiograf zakonu bożogrobców (ur. 1584)
- 1665 – Pierre de Fermat, francuski matematyk (ur. 1601)
- 1667 – Bernard z Corleone, włoski kapucyn, święty (ur. 1605)
- 1674 – Giacomo Carissimi, włoski duchowny katolicki, kompozytor (ur. 1605)
- 1697 – Andreas Stech, niemiecki malarz, rysownik (ur. 1635)
- 1700 – Małgorzata Bourgeoys, francuska zakonnica, święta (ur. 1620)
- 1705 – Luca Giordano, włoski malarz, rysownik (ur. 1634)
- 1717 – Taddeo Luigi dal Verme, włoski duchowny katolicki, biskup Ferrary, kardynał (ur. 1641)
- 1727 – Jacob Leupold, niemiecki fizyk, matematyk, inżynier (ur. 1674)
- 1735 – John Eccles, brytyjski kompozytor (ur. 1668)
- 1743 – Camillo Cibo, włoski duchowny katolicki, łaciński patriarcha Konstantynopola, kardynał (ur. 1681)
- 1749 – Philipp Joseph Kinsky, austriacki hrabia, dyplomata (ur. 1700)
- 1758 – Jan Józef Przypkowski, polski astronom, matematyk, wydawca kalendarzy (ur. 1707)
- 1759 – Anna Hanowerska, brytyjska księżniczka królewska, księżna Oranje-Nassau (ur. 1709)
- 1765 – Johann Melchior Molter, niemiecki kompozytor (ur. 1696)
- 1806 – Manuel Abbad Lasierra, hiszpański duchowny katolicki, biskup Ibizy, pisarz (ur. 1729)
- 1809 – Jan Gwalbert Wiśniewski, polski szlachcic, polityk (ur. 1759)
- 1810 – Dorothea Ludolphina Bachmann-Ackermann, niemiecka śpiewaczka operowa (sopran), aktorka (ur. 1759)
- 1812 – James Henry Craig, brytyjski generał, administrator kolonialny (ur. 1748)
- 1819 – André Morellet, francuski ekonomista, filozof, pamiętnikarz (ur. 1727)
- 1822 – Johann Gottlob Theaenus Schneider, niemiecki filolog klasyczny, ichtiolog, wykładowca akademicki (ur. 1750)
- 1824 – Walter Oudney, szkocki lekarz, fizyk, botanik, podróżnik (ur. 1790)
- 1831:
  - Jean-Luis de Beaumont, francuski arystokrata, generał (ur. 1738)
  - Luiza Oldenburg, księżniczka duńska i norweska, księżna Hesji-Kassel (ur. 1750)
- 1833 – Marie-Antoine Carême, francuski szef kuchni, cukiernik, autor książek kucharskich (ur. 1784)
- 1834 – William Grenville, brytyjski arystokrata, polityk (ur. 1759)
- 1838 – Joshua Humphreys, amerykański szkutnik (ur. 1751)
- 1839 – Joseph Anton Koch, niemiecki malarz (ur. 1768)
- 1842 – Wilhelm Traugott Krug, niemiecki filozof, wykładowca akademicki (ur. 1770)
- 1844 – Marija Koczubej, rosyjska arystokratka, patronka poetów (ur. 1779)
- 1845:
  - Nicola Grimaldi, włoski kardynał (ur. 1768)
  - Piotr Franciszek Jamet, francuski duchowny katolicki, błogosławiony (ur. 1762)
- 1851 – Henry Pelham-Clinton, brytyjski arystokrata, polityk (ur. 1785)
- 1855 – Maria Teresa Toskańska, królowa Sardynii i Piemontu (ur. 1801)
- 1856 – Ľudovít Štúr, słowacki językoznawca, filozof, pisarz (ur. 1815)
- 1860 – Jan Zygmunt Skrzynecki, polski i belgijski generał, wódz naczelny powstania listopadowego (ur. 1787)
- 1875 – Tongzhi, cesarz Chin (ur. 1856)
- 1879 – Auguste Tardieu, francuski lekarz, pionier medycyny sądowej (ur. 1818)
- 1881 – Thomas Watkins Ligon, amerykański prawnik, polityk (ur. 1810)
- 1882 – Christian Eduard Pabst, niemiecko-estoński historyk, filolog, pedagog, wydawca (ur. 1815)
- 1883 – Tekla Rapacka, polska filantropka (ur. 1799)
- 1885 – August Wirtemberski, książę, pruski generał kawalerii (ur. 1813)
- 1887 – Stafford Northcote, brytyjski polityk (ur. 1818)
- 1892 – Jean Louis Armand de Quatrefages de Bréau, francuski zoolog, antropolog (ur. 1810)
- 1894 – Maurycy Madurowicz, polski ginekolog, położnik (ur. 1831)
- 1900 – William Watson Ogilvie, kanadyjski oficer milicji, przedsiębiorca (ur. 1835)
- 1901 – Klemens Koehler, polski lekarz, uczestnik powstania styczniowego (ur. 1840)
- 1903:
  - Bonifacy Krupski, polski ziemianin, działacz społeczny i niepodległościowy, uczestnik powstania styczniowego, zesłaniec (ur. 1822)
  - Jarosław Slaski, polski inżynier chemik, działacz gospodarczy (ur. 1859)
- 1904 – Michał Jelski, polski skrzypek, kompozytor, publicysta muzyczny (ur. 1831)
- 1905 – James Mason, irlandzki szachista (ur. 1849)
- 1906:
  - Hermann Markgraf, niemiecki historyk, filolog klasyczny, archiwista, bibliotekarz (ur. 1838)
  - Marceli Paweł Plebiński, polski architekt (ur. 1839)
  - Theodor Weber, niemiecki biskup starokatolicki, filozof (ur. 1836)
- 1909 – Hermann Minkowski, niemiecki matematyk, fizyk, wykładowca akademicki (ur. 1864)
- 1911 – Georg Jellinek, niemiecki psychiatra (ur. 1851)
- 1915 – Nariakira Arisaka, japoński generał porucznik (ur. 1852)
- 1917 – Kazimierz Chełchowski, polski lekarz, działacz społeczny (ur. 1858)
- 1923:
  - Robert T. Edes, amerykański neurolog, psychiatra (ur. 1839)
  - Herbert Silberer, austriacki dziennikarz, pisarz, psychoanalityk (ur. 1882)
- 1924 – Wincenty Rapacki (ojciec), polski aktor, reżyser teatralny (ur. 1840)
- 1927 – Achille Millien, francuski poeta, folklorysta (ur. 1838)
- 1934 – Paweł Kochański, polski skrzypek (ur. 1887)
- 1936 – Władysław Karol Szerner, polski malarz (ur. 1870)
- 1937:
  - Teofil Bromboszcz, polski duchowny katolicki, biskup katowicki (ur. 1886)
  - Wiktoria Valverde González, hiszpańska zakonnica, męczennica, błogosławiona (ur. 1888)
- 1938 – Oscar Bluemner, amerykański malarz pochodzenia niemieckiego (ur. 1867)
- 1939:
  - Hariclea Darclée, rumuńska śpiewaczka operowa (sopran koloraturowy) (ur. 1860)
  - Hugo Jahnke, szwedzki gimnastyk (ur. 1886)
- 1940:
  - Werner Spalteholz, niemiecki anatom (ur. 1861)
  - Nikołaj Strunnikow, rosyjski łyżwiarz szybki (ur. 1896)
  - Joža Uprka, czeski malarz (ur. 1861)
- 1941:
  - Władimir Orłow, rosyjski funkcjonariusz kontrwywiadu, emigrant, ekspert niemieckich służb wywiadowczych (ur. 1882)
  - Edu Snethlage, holenderski piłkarz (ur. 1886)
- 1942:
  - Sulo Jääskeläinen, fiński skoczek narciarski, kombinator norweski (ur. 1890)
  - Władimir Pietlakow, radziecki konstruktor lotniczy (ur. 1891)
- 1943:
  - Howard Kelly, amerykański chirurg, ginekolog, wynalazca (ur. 1858)
  - Giorgio Montini, włoski adwokat, polityk, ojciec papieża Pawła VI (ur. 1860)
  - Charles Tate Regan, brytyjski ichtiolog, muzealnik (ur. 1878)
  - Maria Rogozińska, polska Sprawiedliwa wśród Narodów Świata (ur. ?)
  - Antoni Józef Śmieszek, polski językoznawca, egiptolog, wykładowca akademicki (ur. 1881)
- 1944:
  - Juliette Atkinson, amerykańska tenisistka (ur. 1873)
  - Mikołaj Bunkerd Kitbamrung, tajski duchowny katolicki, męczennik, błogosławiony (ur. 1895)
- 1945:
  - Aleksandr Chałamieniuk, radziecki starszy porucznik (ur. 1918)
  - Theodor Kroyer, niemiecki muzykolog, wykładowca akademicki (ur. 1873)
  - Ignác Kúnos, węgierski językoznawca, turkolog, wykładowca akademicki (ur. 1860)
  - Paolo Salvi, włoski gimnastyk (ur. 1891)
- 1946:
  - Emil Apfelbaum, polski internista, kardiolog pochodzenia żydowskiego (ur. 1890)
  - Emanuel Hohenauer de Charlenz, polski generał brygady (ur. 1863)
- 1947 – Jonas Cohn, niemiecki filozof, wykładowca akademicki (ur. 1869)
- 1948:
  - Antoni Czabański, major żandarmerii Wojska Polskiego, kawaler Virtuti Militari (ur. 1897)
  - Maria Dunin-Kozicka, polska pisarka (ur. 1877)
  - Solomon Michoels, radziecki aktor, reżyser pochodzenia żydowskiego (ur. 1890)
  - Peter Munch, duński historyk, polityk (ur. 1870)
  - Bedi Pipa, albańska pisarka, nauczycielka (ur. 1923)
- 1950:
  - Pedro Calomino, argentyński piłkarz, trener (ur. 1892)
  - John Stahl, amerykański reżyser, scenarzysta i producent filmowy (ur. 1886)
- 1951:
  - Dorothy Clutterbuck, brytyjska członkini kowenu czarownic (ur. 1880)
  - Maksymilian, książę Saksonii (ur. 1870)
  - Edmund Oppman, polski historyk, archiwista (ur. 1903)
- 1952 – Grzegorz Dobrowolski-Doliwa, polski major dyplomowany kawalerii, żołnierz wywiadu wojskowego (ur. 1898)
- 1953 – Vincent L. Palmisano, amerykański polityk pochodzenia włoskiego (ur. 1882)
- 1954:
  - Zbigniew Belina-Prażmowski-Kryński, polski podpułkownik dyplomowany obserwator (ur. 1892)
  - Piotr Lapin, radziecki generał porucznik (ur. 1894)
- 1955 – Ramón Muttis, argentyński piłkarz, trener (ur. 1899)
- 1956:
  - Norman Kerry, amerykański aktor (ur. 1894)
  - Sam Langford, amerykański bokser pochodzenia kanadyjskiego (ur. 1883)
- 1957 – Ken Wharton, brytyjski kierowca wyścigowy i rajdowy (ur. 1916)
- 1958 – Charles Mallory Hatfield, amerykański "zaklinacz deszczu" (ur. 1875)
- 1959 – Edvard Eriksen, duńsko-islandzki rzeźbiarz (ur. 1876)
- 1960:
  - Carlos di Sarli, argentyński muzyk, dyrygent i kompozytor tanga (ur. 1903)
  - Nevil Shute, brytyjski pisarz (ur. 1899)
- 1961 – Juliusz Petry, polski literat, dziennikarz radiowy (ur. 1890)
- 1963 – Alina Świderska, polska pisarka, tłumaczka (ur. 1875)
- 1965 – Jan Doležal, czeski psycholog (ur. 1902)
- 1966 – Zygmunt Załęski, polski działacz ludowy, polityk, poseł na Sejm PRL (ur. 1892)
- 1967 – Holland Smith, amerykański generał (ur. 1882)
- 1968:
  - Karol Holeksa, polski polityk, poseł na Sejm RP (ur. 1886)
  - Leopold Lahola, słowacki nowelista, dramaturg, poeta, tłumacz, scenarzysta i reżyser filmowy pochodzenia żydowskiego (ur. 1918)
- 1971:
  - Władysław Kopeć, polski polityk, minister budownictwa (ur. 1916)
  - Mikołaj Korniluk, polski działacz ewangelikalny (ur. 1903)
  - Jerzy Zaruba, polski rysownik, karykaturzysta (ur. 1891)
- 1972:
  - František Čáp, czeski reżyser i scenarzysta filmowy (ur. 1913)
  - Rafał Urban, polski pisarz, gawędziarz śląski (ur. 1893)
- 1975:
  - Stefan Rydel, polski działacz rolniczy i społeczny, polityk, senator RP (ur. 1892)
  - Kazimierz Ulatowski, polski architekt (ur. 1884)
- 1976 – Agatha Christie, brytyjska pisarka (ur. 1890)
- 1977 – Henri-Georges Clouzot, francuski reżyser filmowy (ur. 1907)
- 1978 – Józef Nagórzański, polski polityk, działacz partyjny, poseł na Sejm PRL (ur. 1912)
- 1980:
  - Maria Hiszpańska-Neumann, polska graficzka, malarka (ur. 1917)
  - Zygmunt Krzyżanowski, polski trener siatkówki (ur. 1928)
  - Finn Ronne, amerykański polarnik pochodzenia norweskiego (ur. 1899)
- 1981 – Marcel Gobillot, francuski kolarz szosowy (ur. 1900)
- 1983:
  - Han B. Aalberse, holenderski wydawca, pisarz, tłumacz (ur. 1917)
  - Paweł Chrószcz, polski działacz sportowy (ur. 1900)
- 1986:
  - Marcel Arland, francuski pisarz, krytyk literacki, dziennikarz (ur. 1899)
  - Juan Carlos Corazzo, urugwajski piłkarz, trener (ur. 1907)
- 1987 – Teodor Naumienko, polski generał brygady (ur. 1903)
- 1989 – Zygmunt Hübner, polski aktor, reżyser teatralny, publicysta, pedagog (ur. 1930)
- 1991:
  - André Kaminski, szwajcarski pisarz, reżyser, dziennikarz pochodzenia polsko-żydowskiego (ur. 1923)
  - Vasco Pratolini, włoski pisarz (ur. 1913)
- 1992 – Brunon Marchewka, polski generał dywizji (ur. 1916)
- 1993:
  - Eddie Courts, polski kompozytor (ur. 1993)
  - Józef Czapski, polski major, malarz, pisarz (ur. 1896)
- 1994 – Ksawery Frank, polski kierowca i motocyklista wyścigowy i rajdowy (ur. 1923)
- 1995 – Zbigniew Kosycarz, polski fotoreporter (ur. 1925)
- 1996:
  - Georg Johansson, szwedzki piłkarz (ur. 1910)
  - Jonas Jonsson, szwedzki strzelec sportowy (ur. 1903)
- 1997:
  - Charles Huggins, amerykański chirurg pochodzenia kanadyjskiego, laureat Nagrody Nobla (ur. 1901)
  - Ewa Larysa Krause, polska judoczka (ur. 1975)
  - Gabriela Obremba, polska malarka, śpiewaczka operowa (sopran) (ur. 1927)
- 1998:
  - Gardner Ackley, amerykański ekonomista (ur. 1915)
  - C. Elmer Anderson, amerykański polityk (ur. 1912)
- 1999 – Kazimierz Grześkowiak, polski pisarz, artysta estradowy, kompozytor (ur. 1941)
- 2000:
  - Marc Davis, amerykański animator (ur. 1913)
  - Bolesław Fac, polski pisarz (ur. 1929)
- 2001:
  - Aleksander Bocheński, polski pisarz, publicysta, tłumacz, polityk, poseł na Sejm Ustawodawczy (ur. 1904)
  - William Hewlett, amerykański przedsiębiorca, wynalazca (ur. 1913)
  - Władimir Siemiczastny, radziecki polityk, przewodniczący KGB (ur. 1924)
- 2002 – Cyrus Vance, amerykański polityk (ur. 1917)
- 2003:
  - Kinji Fukasaku, japoński reżyser filmowy (ur. 1930)
  - Leopoldo Galtieri, argentyński polityk, prezydent Argentyny (ur. 1926)
  - Maurice Gibb, brytyjski muzyk, wokalista, członek zespołu Bee Gees (ur. 1949)
- 2004:
  - Bill Hammon, australijski rugbysta (ur. 1914)
  - Barbara Łopieńska, polska dziennikarka, reportażystka (ur. 1949)
- 2005:
  - Wojciech Gabriel, polski profesor nauk rolniczych (ur. 1919)
  - Tullio Gonnelli, włoski lekkoatleta, sprinter (ur. 1912)
  - Edward Paluch, polski trener narciarstwa alpejskiego (ur. 1937)
  - Wojciech Pęgiel, polski polityk (ur. 1955)
  - Amrish Puri, indyjski aktor (ur. 1932)
- 2006:
  - Brendan Cauldwell(inne języki), irlandzki aktor (ur. 1922)
  - Edwin Cohen, amerykański prawnik, polityk (ur. 1914)
  - Günther Landgraf, niemiecki fizyk (ur. 1928)
- 2007:
  - Józef Barbachen, polski piłkarz, trener (ur. 1922)
  - Alice Coltrane, amerykańska pianistka jazzowa (ur. 1937)
  - James Killen, australijski polityk (ur. 1925)
- 2008:
  - Olive Jean Dunn, amerykańska matematyczka i statystyczka (ur. 1915)
  - Leszek Jezierski, polski piłkarz, trener (ur. 1929)
  - Antoni Kazimierz Oppenheim, polski fizyk (ur. 1915)
  - Stanisław Wycech, polski weteran wojenny (ur. 1902)
- 2009:
  - Claude Berri, francuski reżyser filmowy (ur. 1934)
  - Friaça, brazylijski piłkarz (ur. 1924)
  - Joanna Guze, polska historyk sztuki, eseistka, tłumaczka, popularyzatorka malarstwa (ur. 1917)
  - Henryk Majecki, polski historyk (ur. 1932)
  - Arne Næss, norweski filozof, działacz społeczny (ur. 1912)
  - Julian Warzecha, polski duchowny katolicki, pallotyn, teolog, biblista (ur. 1944)
- 2010:
  - Jan Leszek Adamczyk, polski historyk sztuki (ur. 1951)
  - Hédi Annabi, tunezyjski dyplomata (ur. 1944)
  - Zilda Arns, brazylijska lekarka pediatra, aktywistka humanitarna (ur. 1934)
  - Daniel Bensaïd, francuski filozof, trockista, działacz polityczny (ur. 1946)
  - Altan Dinçer, turecki koszykarz, trener (ur. 1932)
  - Alastair Martin, amerykański tenisista (ur. 1915)
  - Joseph Serge Miot, haitański duchowny katolicki, arcybiskup Port-au-Prince (ur. 1946)
  - Wanda Skuratowicz, białoruska działaczka katolicko-społeczna, Sprawiedliwa Wśród Narodów Świata (ur. 1925)
- 2011 – Clemar Bucci, argentyński kierowca wyścigowy (ur. 1920)
- 2012:
  - Krzysztof Gąsiorowski, polski poeta, krytyk literacki, eseista (ur. 1935)
  - Reginald Hill, brytyjski pisarz (ur. 1936)
  - Piotr Krystek, polski muzyk, wokalista, członek zespołu Turbo (ur. 1956)
- 2013:
  - Jean Krier, luksemburski pisarz (ur. 1949)
  - Anna Lizaran, hiszpańska aktorka (ur. 1944)
- 2014:
  - Neal Barrett Jr., amerykański pisarz science fiction (ur. 1929)
  - Alexandra Bastedo, brytyjska aktorka (ur. 1946)
  - John Button, brytyjski kierowca rallycrossowy (ur. 1945)
  - Bożena Gniedziuk, polska piłkarka ręczna (ur. 1961)
  - Gyula Török, węgierski bokser (ur. 1938)
- 2015:
  - Clifford Adams, amerykański puzonista jazzowy (ur. 1952)
  - James Daman, nigeryjski duchowny katolicki, biskup Shendam (ur. 1956)
  - Jelena Obrazcowa, rosyjska śpiewaczka operowa (mezzosopran) (ur. 1939)
  - Marcin Pawlak, polski samorządowiec (ur. 1950)
- 2016:
  - Robert Black, brytyjski pedofil, seryjny morderca (ur. 1947)
  - Iwan Bukawszyn, rosyjski szachista (ur. 1995)
  - Rose Chibambo, malawijska działaczka niepodległościowa i polityczka (ur. 1928)
  - Marian Czapla, polski malarz, grafik (ur. 1946)
  - Witold Mańczak, polski językoznawca (ur. 1924)
  - Jolanta Nowak-Węklarowa, polska poetka, dziennikarka, pedagog, działaczka samorządowa (ur. 1940)
  - David Sime, amerykański lekkoatleta, sprinter (ur. 1936)
- 2017:
  - Giulio Angioni, włoski pisarz, antropolog (ur. 1939)
  - William Peter Blatty, amerykański pisarz, scenarzysta filmowy (ur. 1928)
  - Wsiewołod Murachowski, rosyjski działacz państwowy i partyjny (ur. 1926)
  - Ireneusz Nowacki, polski perkusista, członek zespołów: Recydywa, Cross i Romuald i Roman (ur. 1951)
  - Maria Składanek, polska iranistka, pisarka (ur. 1932)
  - Frank Spellman, amerykański sztangista (ur. 1922)
  - Graham Taylor, angielski piłkarz, trener (ur. 1944)
- 2018:
  - Eddy Beugels, holenderski kolarz szosowy (ur. 1944)
  - Tomasz Zieliński, polski dziennikarz (ur. 1957)
- 2019:
  - Christian Blouin, kanadyjski duchowny katolicki posługujący w Papui-Nowej Gwinei, biskup Lae (ur. 1941)
  - Jiří Brady, czeski przedsiębiorca, działacz społeczny (ur. 1928)
  - Jaime Rosenthal, honduraski bankier, przedsiębiorca, polityk, wiceprezydent Hondurasu (ur. 1936)
- 2020:
  - Barbara Dunin, polska piosenkarka (ur. 1943)
  - Paulo Gonçalves, portugalski motocyklista rajdowy (ur. 1979)
  - Dick Schnittker, amerykański koszykarz (ur. 1928)
  - Roger Scruton, brytyjski pisarz, filozof, kompozytor (ur. 1944)
  - Aart Staartjes, holenderski aktor, reżyser i prezenter telewizyjny (ur. 1938)
  - Sabina Świątek, polska działaczka opozycyjna w czasach PRL (ur. 1928)
- 2021:
  - Frank Arok, serbski piłkarz, trener (ur. 1932)
  - Tadeusz Bujar, polski hokeista, trener (ur. 1937)
  - Florentin Crihălmeanu, rumuński duchowny katolicki rytu bizantyjskiego, biskup eparchii Klużu-Gherli (ur. 1959)
  - Filaret, rosyjski duchowny prawosławny, biskup, egzarcha Białorusi (ur. 1935)
  - Bogdan Stanoevici, rumuński aktor, polityk (ur. 1958)
- 2022:
  - Witold Antkowiak, polski piosenkarz (ur. 1930)
  - Luis Castañeda Lossio, peruwiański prawnik, polityk, alkad Limy (ur. 1945)
  - Marie-José Denys, francuska polityk, eurodeputowana (ur. 1950)
  - Stefan Paszyc, polski chemik (ur. 1925)
  - Pjus, polski raper, członek zespołu 2cztery7 (ur. 1982)
  - Robert Stando, polski reżyser i scenarzysta filmów dokumentalnych (ur. 1931)
  - George O. Wood, amerykański duchowny zielonoświątkowy, pastor, przewodniczący Światowej Wspólnoty Zborów Bożych (ur. 1941)
- 2023:
  - Henri De Wolf, belgijski kolarz szosowy (ur. 1936)
  - Paul Johnson, brytyjski dziennikarz, historyk (ur. 1928)
  - Ełka Konstantinowa, bułgarska literaturoznawczyni, polityk, minister kultury (ur. 1932)
  - Zenon Pigoń, polski nauczyciel, działacz opozycji antykomunistycznej, polityk, poseł na Sejm PRL (ur. 1940)
  - Lisa Marie Presley, amerykańska aktorka, piosenkarka, autorka tekstów (ur. 1968)
  - Lejła Salamowa, rosyjska skoczkini do wody (ur. 1999)
  - Charles Treger, amerykański skrzypek, pedagog (ur. 1935)
- 2024:
  - Hans Huber, niemiecki bokser (ur. 1934)
  - Marek Litewka, polski aktor (ur. 1948)
  - Paweł Newerla, polski radca prawny, historyk, publicysta (ur. 1932)
  - Wolfgang Wickler, niemiecki zoolog, etolog (ur. 1931)
- 2025:
  - Leslie Charleson, amerykańska aktorka (ur. 1945)
  - Claude Jarman Jr., amerykański aktor (ur. 1934)
  - Roman Kostrzewski, polski sędzia piłkarski (ur. 1947)
  - Wojciech Król, polski operator filmowy i telewizyjny (ur. 1938)